# 坂上昌子
坂上 昌子（さかがみ まさこ、1936年（昭和11年） - ）は、日本の声楽家（ソプラノ）、音楽教育者。木下保の長女。

## 経歴
東京藝術大学音楽学部声楽科卒業。
中山悌一、大熊文子に師事。発声法を森明彦に師事。現在は小松英典に師事。
父、木下保に“やまとことばを美しく”の指導を受ける（“やまとことば”については「木下保」の項を参照）。1967年（昭和42年）第1回のリサイタルより2003年（平成15年）第10回のリサイタルまでを開催する。ほかに、玉川学園『第九』のソプラノソリストを3回務めている。
1986年（昭和61年）に論文『日本歌曲における“やまとことば”の歌唱法と発声法』を日本声楽発声学会誌に発表。同年NHK-FMで『芥子粒夫人』を放送、1989年（平成元年）にFMで『平井康三郎作品』が放送され注目を集める。
二期会会員。木下記念日本歌曲研究会代表。玉川大学芸術学科講師。日本女子大学合唱団他のヴォイストレーナーなどで活躍する。「昌の会」主宰。バリトン歌手・小松英典のもと、「ヨーロッパ音楽のあるべき姿とクオリティを追及しそれを伝える演奏をする事を目的として」作られた会“Schone Stimmen”の事務局も務めている。“Schone Stimmen”では2000年（平成12年）より年数回の演奏会及び「オラトリオ・リート講座」「日本歌曲講座」「オペラ講座」を開催。 音楽顧問としてエディット・マティス、コルト・ガーベン、クルト・モル、イエルク・デームス、渡邊明、瀬山詠子に協力を得ている。
歌手・森山良子が14歳のときからヴォイストレーニングを50年以上務めている。他に門下生としては、田村典子、齋藤由美子、中曽根敦子、十日谷正子、新延真理、笹子昌美、花城清安などがいる。

## ディスコグラフィー
- 坂上昌子ソプラノリサイタル －やまとことばを美しく－ ソプラノ：坂上昌子、ピアノ：増山歌子